# Opération Hammer (2007)
Pour l'offensive alliée en Norvège en 1940, voir Opération Hammer (1940).
 (signalé en mai 2025).
Si vous disposez d'ouvrages ou d'articles de référence ou si vous connaissez des sites web de qualité traitant du thème abordé ici, merci de compléter l'article en donnant les références utiles à sa vérifiabilité et en les liant à la section « Notes et références ».
- Archive Wikiwix
- Bing
- Cairn
- DuckDuckGo
- E. Universalis
- Gallica
- Google
- G. Books
- G. News
- G. Scholar
- Persée
- Qwant
- (zh) Baidu
- (ru) Yandex
- (wd) trouver des œuvres sur Wikidata

Guerre d'Afghanistan
L'opération Hammer est une opération militaire dirigée par les Britanniques dans la province d'Helmand en Afghanistan. Elle dura du 24 au 27 juillet 2007. Elle permit de chasser les Talibans de la partie supérieure de la vallée de Gereshk. Les avancées de la Coalition préparèrent aussi l'assaut sur Musa Qala (7-12 décembre 2007).
2 000 soldats de l'ISAF prirent part à l'opération (dont 1 500 britanniques) et 3 tués furent reportés lors des combats contre 100 Talibans morts.